# Егремон (Јон)
Егремон (фр. Aigremont) насеље је и општина у источном делу централне Француске у региону Бургоња, у департману Јон која припада префектури Осер.
По подацима из 2011. године у општини је живело 74 становника, а густина насељености је износила 10,85 становника/km². Општина се простире на површини од 6,82 km². Налази се на средњој надморској висини од 216 метара (максималној 271 m, а минималној 176 m).

## Демографија
| 1962. | 1968. | 1975. | 1982. | 1990. | 1999. | 2011. |
| ----- | ----- | ----- | ----- | ----- | ----- | ----- |
| 49    | 49    | 63    | 60    | 58    | 75    | 74    |

График промене броја становника у току последњих година